# Snapp
Kortspelet, se Snap (kortspel)

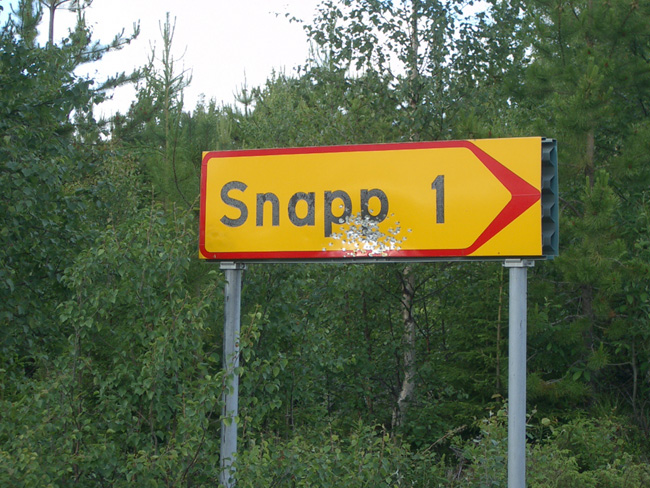
Vägskylt på vägen mellan Myrheden och Jörn.

Snapp är en by, numera snarare en gård, i Jörns socken i nordvästra Skellefteå kommun. Gården anlades på 1830-talet av Näsbergs Grufve Bolag som nybygge för arbetare vid Näsbergsgruvorna. Det var ett av fem nybyggen i omgivningarna som namngavs efter en barnramsa: Snipp, Snapp, Snorum, Hej, Basalorum. Det är inte känt vem som hittat på namnen, men kanske var det järnfyndighetens upptäckare, Carl Olof Furtenbach.